# Тенда мови
Те́нда — підгрупа мов із Північної гілки Західноатлантичних мов. Поширені в західній Африці, в Гвінеї, Сенегалі та Гвінеї-Бісау.
Кількість мовців — 60 тис. осіб (1983) — народи групи тенда.
Група поділяється на такі мови:
- танда
- басарі
- бедік
- бадіаранке
- коньягі
- кобіана